# Pitcairnia sceptriformis
Pitcairnia sceptriformis är en gräsväxtart som beskrevs av Carl Christian Mez. Pitcairnia sceptriformis ingår i släktet Pitcairnia och familjen Bromeliaceae. Inga underarter finns listade i Catalogue of Life.